# Archiconfrérie des pénitents bleus de Nice
Pour les articles homonymes, voir Pénitents bleus.
La Société du Saint-Sépulcre ou vénérable archiconfrérie des pénitents bleus de Nice est une confrérie de pénitents d’inspiration franciscaine, fondée au XVe siècle et toujours active aujourd’hui. Elle s'est longtemps impliquée dans le soin des lépreux, la gestion d’hôpitaux, d’un mont-de-piété et d’un orphelinat pour filles, mais la première mission charitable établie par ses fondateurs est l'engagement pour la Terre sainte.

## Contexte
Un pénitent est un fidèle catholique qui fait partie d’une confrérie dont les buts sont l’édification chrétienne et l’action caritative. Ainsi ce sont des hommes et des femmes qui, au nom de leur foi, s’assemblent dans des fraternités de prière qui les envoient au service des plus démunis. Un pénitent porte un habit qui s’appelle le « sac », symbole d’égalité, de prière et de service. Chaque confrérie a sa propre histoire, son propre charisme, son propre idéal. Elle se différencie des autres par la couleur de son habit et par ses statuts (règlement).
La confrérie des pénitents bleus a une spiritualité imprégnée de l’idéal franciscain que chacun de ses membres essaie de mettre en pratique au quotidien dans son travail ou sa famille.

## Les origines
La Société du Saint-Sépulcre, appelée aussi vénérable archiconfrérie des pénitents bleus, a été fondée à Nice le 4 février 1431 par dix personnages de rang chevaleresque autour de  Jean Grimaldi de Bueil, parmi lesquels on trouve des membres de familles illustres du comté de Nice comme les Alberti, les Thaon ou les de Flotte. Ces « maiores » touchés par la prédication de saint Bernardin de Sienne et sainte Colette de Corbie, formulèrent le vœu solennel de préparer l’installation d’un couvent de franciscains de l’observance à Nice. Ces membres fondateurs affirmèrent aussi la volonté de soutenir activement l’œuvre de la custodie de Terre Sainte dont les Franciscains avaient la charge, d’où le nom de cette société qui fait référence au Saint-Sépulcre de Jérusalem. À l'origine la Société du Saint-Sépulcre n'est pas une confrérie de pénitents mais une société chevaleresque.
En 1461, le couvent Sainte-Croix des Franciscains de l’observance est enfin érigé et les religieux aménagent la Société du Saint-Sépulcre sous la forme d’une confrérie de pénitents attachée à leur couvent à partir des années 1490. La couleur bleue du sac est vraisemblablement choisie en référence au manteau de la Vierge Marie dont la tradition veut qu’il fut bleu.
Contrairement aux autres confréries de Nice qui disposent du titre honorifique d’« archiconfrérie » en raison de leurs affiliations à des « archiconfréries-mères », la Société du Saint-Sépulcre a été elle-même érigée en archiconfrérie avec le droit de transmettre ses indulgences et privilèges à des confréries-filles par un bref pontifical du pape Paul V en date du 29 juillet 1605.

## Les fondations
François Alberti, qui faisait partie des membres fondateurs de la Société du Saint-Sépulcre de Nice en 1431, a présidé à la fondation d'une confrérie-fille dans la cité de Sospel où il occupait la charge de consul. C'est son fils, Luchino Alberti, qui érige finalement cette confrérie-fille en 1455. La Société du Saint-Sépulcre de Sospel avait le même nom, les mêmes statuts et les mêmes buts (favoriser l'installation des Franciscains de l'Observance dans la seconde cité du Comté de Nice et soutenir l’œuvre de la custodie de Terre Sainte) que la confrérie niçoise. La confrérie disparaît au cours du XVIIe siècle après le passage du couvent de Sospel à la réforme de l'Observance.
Au XVIe siècle l'Archiconfrérie des pénitents bleus modifie son titre en y ajoutant la mention de la dévotion à l'Assomption de la Vierge Marie (Assuntà). C'est sous le titre de "Société du Saint-Sépulcre-Confraternité de l'Assomption" que la confrérie reçoit la confirmation du privilège de transmettre ses statuts à des confréries-filles par le bref de 1605. À partir de cette date plusieurs confréries du Comté de Nice adoptèrent les statuts de la Société du Saint-Sépulcre et prirent le titre de "Confrérie de l'Assuntà" pour manifester cette filiation.
En 2015-2016, la Confrérie des pénitents blancs de La Brigue, qui avait été fondée en 1395, a été réactivée sous l'égide du noviciat des pénitents bleus et réformée par adoption des statuts de la Société du Saint-Sépulcre.

## Les œuvres charitables
La confrérie, visant l’imitation de François d’Assise, s’est très tôt chargée du soin aux lépreux en plus de son œuvre au profit de la Terre sainte. À ce titre, elle gérait à Nice l’hôpital Saint-Lazare spécialisé dans les soins pour les lépreux. En 1584, après avoir un temps assuré la gestion de l’hôpital communal Saint-Éloi, les pénitents bleus créent par privilège ducal, l’hospice des pauvres orphelines destiné à recueillir les filles abandonnées. En 1596, cet hôpital devient un orphelinat pour filles. L’orphelinat est géré par les pénitents bleus jusqu’au XVIIIe siècle. En parallèle, la confrérie gère aussi un mont-de-piété au cours des XVIIe et XVIIIe siècles.
La Révolution française marque un tournant important puisque l’ensemble des biens et œuvres de la confrérie lui sont confisqués. Seule la chapelle est restituée à la Société du Saint-Sépulcre au moment de la Restauration sarde. Ajoutons que jusqu’à l’annexion de Nice à la France en 1860, les pénitents bleus jouissaient du privilège, accordé par le roi de Piémont-Sardaigne (prieur honoraire de la confrérie des pénitents bleus), d’accorder la grâce à un condamné de droit commun une fois par an.
Après 1860, la confrérie continue d’exister mais ses œuvres caritatives déclinent jusque dans les années 1870 où elle fonde une des toutes premières sociétés de secours mutuels des Alpes-Maritimes, qui fonctionnera jusque dans les années 1950. Aujourd’hui, la Société du Saint-Sépulcre est toujours active et continue de mener des œuvres charitables.

## Les pénitents bleus aujourd’hui
Depuis la fin du XVIIIe siècle, le siège de la confrérie est installé à la chapelle du Saint-Sépulcre, place Pairoliera (aujourd’hui place Garibaldi). D’après les statuts de la Société du Saint-Sépulcre, les pénitents bleus ont des obligations morales et religieuses, parmi lesquelles on peut citer la récitation de l’office à des dates précises, l’assistance à la messe confraternelle une fois par mois, l’engagement personnel dans une œuvre caritative ou éducative, la participation aux missions charitables de la confrérie, l’assistance active entre confrères face aux difficultés de la vie ou dans le deuil, ou encore le respect des valeurs chevaleresques de la Société du Saint-Sépulcre.
L'archiconfrérie a failli disparaître à cause du non-renouvellement de ses membres dans les années 1970-1980. Le prieur Oreste Galiano a modifié les statuts pour rendre la confrérie strictement mixte et pour permettre un recrutement plus ouvert en abandonnant l'hérédité des charges de pénitents. À la suite de ces réformes la Société du Saint-Sépulcre a trouvé un nouveau dynamisme dans les décennies suivantes.
Les attaches familiales et culturelles de la plupart de ses membres enracinent la confrérie des pénitents bleus dans l’histoire et les traditions du comté et de la ville de Nice qu’elle contribue à maintenir et à diffuser.

## Célébrités
- Jean Grimaldi de Bueil, sénéchal de Provence (1388), fondateur de la Société du Saint Sépulcre.
- François Alberti, consul de Sospel en 1437.
- Louis Alberti († 1479), consul de Sospel.
- Honoré Grimaldi, comte de Beuil (1508-1537), donateur de la Crucifixion de Ludovico Brea.
- Louis Grimaldi de Bueil, évêque de Vence (1560-1576), Abbé de Saint-Pons (1590-1606).
- Annibal Grimaldi (1557-1621), comte de Beuil.
- Carlo Ferrero, président du Sénat de Nice en 1641.
- Carlo Vincenzo Maria Ferreri Thaon op. (1682-1742), cardinal, évêque d'Alessandria puis de Verceil.
- Jean-Baptiste Colonna d'Istria, évêque de Nice (1802-1833).
- Federico Valoncini († 1879), facteur d'orgue.
- Chanoine Théodore Giaume (1875-1959), ecclésiastique et intellectuel niçois.
- Oreste Galiano (1953-2001), proche de Francis Gag, membre-fondateur de Nice la Belle.